# ميغيل إسترادا
ميغيل إسترادا (بالإسبانية: Miguel Ángel Estrada Cobeña)‏ (16 يونيو 1950 في إسبانيا - ) هو لاعب كرة سلة إسباني في مركز الوسط، شارك في بطولة كأس العالم لكرة السلة 1974 وبطولة أمم أوروبا لكرة السلة 1975 والألعاب الأولمبية الصيفية 1972 وبطولة أمم أوروبا لكرة السلة 1973. ولعب مع سي بي إستوديانتس.

## وصلات خارجية
- ميغيل إسترادا على موقع الاتحاد الدولي لكرة السلة (الإنجليزية)
- ميغيل إسترادا على موقع سبورتس رفرنس (الإنجليزية)
- ميغيل إسترادا على موقع أوليمبيديا (الإنجليزية)